# Clinopodium candidissimum
Clinopodium candidissimum — вид квіткових рослин з родини глухокропивових (Lamiaceae).

## Поширення
Ендемік Алжиру.

## Використання
Clinopodium candidissimum використовується в традиційній медицині та як харчова приправа в Алжирі

## Синоніми
- Calamintha candidissima (Munby) Benth.
- Melissa candidissima Munby
- Satureja candidissima (Munby) Briq.